# 알베르토 가르손

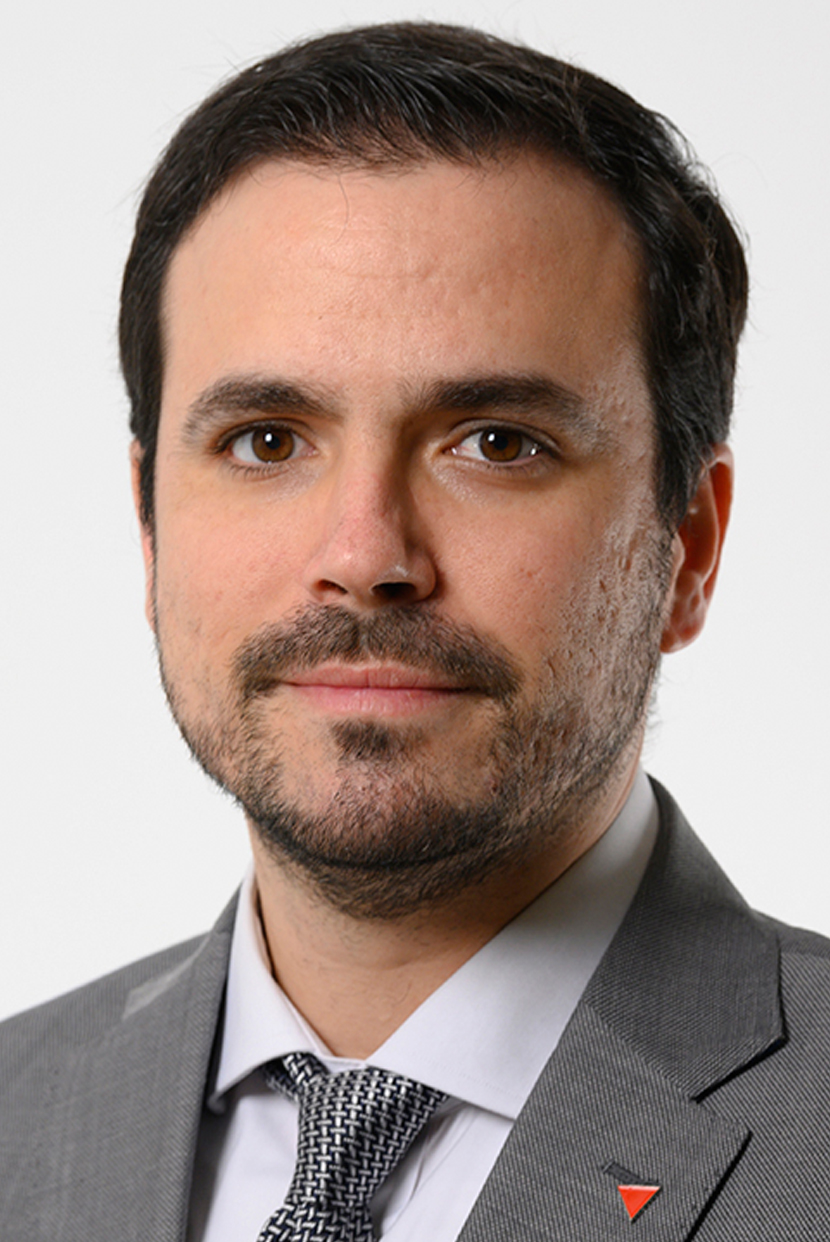

알베르토 카를로스 가르손 에스피노사(스페인어: Alberto Carlos Garzón Espinosa, 1985년 10월 9일 ~ )는 스페인의 경제학자, 정치인으로 2003년 이래 스페인 공산당(PCE) 및 좌파연합(IU) 소속이다. 2011년 총선에서 좌파연합 소속으로 당선되었으며, 2015년에도 재선에 성공했다. 2014년부터 2016년까지 좌파연합의 주민처리총무를 지냈으며, 현재 세비야 파블로 데 올라비데 대학교의 연구원으로도 활동 중이다.